# Galena Park
Galena Park város az USA Texas államában, Harris megyében. Lakosainak száma 10 740 fő (2020. április 1.).

## Népesség
A település népességének változása:

| 2010 | 10 887 |
| 2020 | 10 740 |